# 우전야
우전야(중국어: 吳震亞, 한자음: 오진아, Jason Wu, 1976년 6월 14일 ~ )는 대만의 영화 감독, 배우이다. 타이베이시에서 태어났다.

## 방송
- 아문저일반

## 영화
- 산중삼림
- 각두: 대교두